# بالش دریایی
بالش دریایی (نام علمی: Culcita novaeguineae) گونه‌ای از ستاره دریایی است.

بالش دریایی بازوهایی کوتاه و ظاهری پف‌کرده دارد و مانند یک بالشتک سوزن است که پنج پهلو دارد. این جانور رنگ‌های گوناگونی دارد و زیستگاه آن آب‌های گرم حوزه اقیانوس‌های هند و آرام است.